# بیل بالدوین (بازیکن فوتبال)
بیل بالدوین (انگلیسی: Bill Baldwin; ۳۱ ژانویهٔ ۱۹۰۷ – ۱۹۸۲ (۷۴−۷۵ سال)) بازیکن فوتبال اهل بریتانیا بود.
از باشگاه‌هایی که در آن بازی کرده‌است می‌توان به باشگاه فوتبال اولدهام اتلتیک، باشگاه فوتبال کرو آلکساندرا، باشگاه فوتبال اسکانتورپ یونایتد، باشگاه فوتبال گیلینگام، باشگاه فوتبال بارو، باشگاه فوتبال چسترفیلد، و باشگاه فوتبال ساوتپورت اشاره کرد.